# 社会的インパクト投資
社会的インパクト投資（しゃかいてきインパクトとうし）、財務的な利潤と並行して社会的・環境的インパクトを生み出す意図をもって行われる投資。ソーシャルインパクト投資ともいう。2007年ロックフェラー財団が「Impact Investing」という言葉を使いはじめ、それに準ずる形で日本国内では「社会的インパクト投資」と言われていた。近年世界では「Impact Investing」で定着していることから、日本国内でも「社会的」を省き、「インパクト投資」というようになっている。

## 経済的意義
社会的インパクト投資に関する世界的なネットワークであるGIIN（Global Impact Investing Network）による定義は、「財務的リターンと並行して社会的および（もしくは）環境的インパクトを同時に生み出すことを意図する投資である。」とされており、投資判断の評価にあたり、「財務的評価」のみによるのではなく、「社会的インパクト評価」を加えて判断することにより、投資における社会性と経済性を両立させようとするものである。例えば、スイス大手の銀行UBSは、がん治療の新薬開発研究のためのファンドを組成し、投資を募っている。

## 社会的インパクト投資の動き

### 海外
2013年6月に先進国首脳会議では英首相デーヴィッド・キャメロンの呼びかけでG8社会的インパクト投資タスクフォースが創設され、2015年8月に新たに5ヶ国が参加してGSG（Global Social Impact Investment Steering Group）となった。GSGは各国ごとに組成されたNational Advisory Board＝国内諮問委員会の集合体として運営されている。日本においては、当初は日本財団、現在はその姉妹財団である社会的投資推進財団（現：社会変革推進財団）に事務局機能を置きながら、三菱総合研究所の理事長である小宮山宏を委員長とした委員会が活動している。
米国におけるインパクト投資の推進機関であるThe GIIN(Global Impact Investment Network)は、2020年6月に第11回目の”Annual Impact Investor Survey 2020”(インパクト投資家調査2020年度)の中で294機関から回答を得、投資運用残高4,040億ドル（約44兆円）と発表した。

### 日本
日本における社会的インパクト投資残高については、2016年9月、G8社会的インパクト投資タスクフォース国内諮問委員会が「日本における社会的インパクト投資の現状2016」を公開した。これによると、インパクト投資の投資残高は、2014年に約169億円、2016年に約337億円とされ、2017年に約718億円、2018年に約3,440億円、2019年に約3,179億円となっており、2020年度アンケート調査結果では、5,126億円と発表した。
2020年度のアンケート調査結果においては、インパクト投資と銘打ってはいないものの、社会的インパクト評価の要素であるインパクト指標の設定やインパクトに基づく投資前後の評価が設計されている商品群の総和を市場最大推計値と位置づけ、2兆6,400億円。アンケート調査に基づく投資残高のうち、最終投資家に至るまで社会的インパクト評価の内容が共有されたものを抽出したもので、総額は3,287億円。
GSG国内諮問委員会より、毎年発行されている「日本におけるインパクト投資の現状」は、インパクト投資残高や国内事例の把握に役立っている。
2020年6月、金融庁はGSG国内諮問委員会とともに「インパクト投資における勉強会」を開催。第一回目は2020年6月18日に開催され、高崎経済大学経済学部教授水口剛氏による座長のもと、国内の金融機関、経団連、事業者などの幅広い参加者を得て、次の内容について議論した。
議題：
「インパクトエコノミーの時代 ～社会的インパクト投資と寄付の最新動向～」（GSG国内諮問委員会 副委員長  鵜尾 雅隆）
「インパクト投資の現状と今後への期待」（事務局：社会変革推進財団　専務理事 青柳 光昌）
「インパクト投資をめぐる課題・論点の整理」（事務局：社会変革推進財団 エグゼクティブ・アドバイザー） 安間 匡明）